# Astron
Astron je evropský výrobce montovaných ocelových hal a budov pro komerční a průmyslové využití. Společnost má 15 poboček a zaměstnává 650 osob.[zdroj?] Astron je od roku 2005 součástí mezinárodní skupiny Lindab Group, která se zabývá vývojem, výrobou a prodejem produktů z oceli pro zjednodušování stavění a vylepšování vnitřního klimatu budov. 
České sídlo se nachází v Přerově, vedení společnosti v lucemburském Diekirchu.

## Výrobky
Astron vyrábí a dodává ocelové montované haly na míru, jako např. sklady, logistické haly, výrobní haly, zemědělské haly, prodejní haly, administrativní budovy, sportovní haly, hangáry a tak podobně. Volný rozpon budov se pohybuje mezi 10m až 100m bez vnitřních sloupů.[zdroj?] Během 50leté historie Astron v rámci celé Evropy postavil více než 50.000 budov na klíč.[zdroj?]
Produkty disponují osvědčením kvality ISO 9001, které pravidelně prověřuje Bureau Veritas. Kvaliu produktů Astron označuje značka CE,[zdroj?] všechny produkty jsou ve shodě se standardem EN1090-2.
V roce 2018 Astron otevřel novou výrobní linku v Přerově pro produkci parkovacích domů a vícepodlažních ocelových hal.

## Historie
- 1920: Založení původní mateřské společnosti ASTRONu “Commercial Shearing and Stamping” v USA.
- 1956: Lage Lindh začal ve Švédsku prodávat hliníkové příponky, okenní parapety a lemování štítů. V roce 1969 založil pro své podnikání produktovou značku LINDAB. V tomto roce již vlastnil výrobní závody.
- 1962: Společnost “Commercial Shearing and Stamping” viděla příležitost v prodeji předprojektovaných budov importovaných z USA do Evropy a proto založila nové sídlo v Diekirchu (Lucembursko).
- 1965: Zahájení distribuce ocelových budov ASTRON místními společnostmi ze stavebního sektoru, počátek sítě stavebních partnerů.
- 1969: Instalace první poloautomatické výrobní linky primární konstrukce, která zajistila zvýšení kapacity výroby na 250 ocelových hal ročně.
- 1979: Rapidní expanze distribuční sítě v důsledku úspěchu konceptu ocelových hal. 200 stavebních partnerů ročně prodává 800 ocelových hal na klíč.
- 1988: Využití počítačové technologie pro tvorbu inženýrských návrhů, objednávek, grafických designů. Představení programu CYPRION : specializovaný software pro stavební partnery generující ceny automaticky.
- 1993: Astron získal certifikát ISO 9002 TÜV CERT jako první firma vyrábějící ocelové haly a konstrukce v Evropě. Kapacita výroby: 1.300 budov ročně.
- 2005: Švédská skupina LINDAB koupila Astron.
- 2018: Astron má obchodní zastoupení ve všech evropských zemích a v severní Africe, pobočky v 13 zemích a 3 výrobní závody s kapacitou výroby 2.000 budov ročně.